# Vanwall
Vanwall fue un equipo de automovilismo fundado por el empresario británico Tony Vandervell que compitió en Fórmula 1 y otras categorías de monoplazas en la década de 1950.  El nombre Vanwall nace de la combinación del nombre del propietario Tony Vandervell y del producto más conocido de sus empresas: juntas para bastidores (thinwall bearings en inglés).
El equipo es bien recordado por sus participaciones en el Campeonato Mundial de Fórmula 1, donde además de ser uno de los primeros equipos en competir con unidades 100% desarrolladas con motores y chasis propios, quedó en la historia de la categoría por haber obtenido el primer campeonato de equipos de la historia de la F1, organizado a partir del año 1958. A pesar de este logro, el equipo nunca pudo coronar a un piloto campeón, pero sí a un subcampeón, siendo éste el británico Stirling Moss en 1958.
A pesar de tales pergaminos, Vanwall continuó compitiendo en la F1 en los años siguientes, pero ya sin la regencia de Vandervell ni el brillo de años anteriores, siendo su última participación en 1960 y su desaparición en 1961. Tras el cierre de la escudería en 1961, la marca Vanwall quedó en poder de Tony Vandervell, quien continuó al frente de su fábrica Vandervell Heritage. En 2007, los derechos de uso de la marca Vanwall fueron asumidos por el fabricante alemán de insumos automotrices Mahle GmbH, que había adquirido a la empresa matriz Vandervell.
Finalmente, la marca Vanwall fue resucitada en el año 2013, luego de que el empresario y piloto de lanchas Iain Sanderson le adquirió a Mahle la marca y los derechos de uso de la misma, creando a su alrededor el Vanwall Group. Entre los principales proyectos de la "nueva Vanwall" figuran la producción de réplicas del Vanwall VW5, el coche campeón de constructores de Fórmula 1 de 1958, en conjunto con la compañía de restauración Hall & Hall, y una sociedad con la escudería austríaca ByKolles Racing, para crear el Vanwall Vandervell LMH, un hypercar destinado a competencias de Le Mans.

## Historia
Tony Vandervell inicialmente apoyó al equipo British Racing Motors, que hizo participar en competencias versiones modificadas de automóviles Ferrari con el nombre de "Thinwall Special".
Los primeros automóviles Vanwall se denominaron Vanwall Specials y fueron construidos para adaptarse a las reglas de la Fórmula 1 de 1954. El chasis fue diseñado por Owen Maddock y construido por Cooper Car Company.
Los motores de dos litros fueron diseñados por el ingeniero de Norton Leo Kuzmicki, y eran esencialmente dos motores Norton de 500cc convertidos en un solo motor. El automóvil se presentó para su estreno en el Gran Premio de Gran Bretaña de ese año. El desarrollo continuó hasta que se obtuvo un motor de 2,5 litros. Vanwalls corrió por dos años consecutivos sin mucho éxito. Se concluyó que el motor estaba a la altura mas no el chasis y se contrató al joven diseñador de automóviles Colin Chapman para rediseñar el chasis.
Los nuevos automóviles diseñados por Chapman (junto con Frank Costin, responsable de la aerodinámica) se mostraron prometedores en 1956 al ganar una carrera no válida para el campeonato F1 en Silverstone. En 1957, Stirling Moss se incorporó como piloto junto con Tony Brooks y Stuart Lewis-Evans. La primera victoria en Fórmula 1 fue obtenida en Italia y luego en Pescara.
Los tres pilotos se quedaron con el equipo en 1958. Vanwall participó en todas las carreras válidas por el campeonato menos la primera fecha, disputada en Argentina. Moss (victorias en Holanda, Portugal y Marruecos) y Brooks (victorias en Bélgica, Alemania e Italia) ganaron cada uno tres carreras de campeonato esa temporada. Vanwall se convirtió en el primer equipo en ganar el Campeonato de Constructores, celebrado por primera vez esa temporada. El campeonato de pilotos de ese año fue sin embargo ganado por Mike Hawthorn por un punto por encima de Moss. Lamentablemente, durante la última carrera de la temporada en Marruecos, Lewis-Evans sufrió heridas fatales en un accidente.
Al final de esa temporada Vandervell debió retirarse por razones de salud y con lo que el equipo fue decayendo y ya no ganó más carreras.
El último Vanwall en competir fue una máquina producida para la Fórmula Intercontinental de 1961. Pero cuando el público no se interesó en la competencia, las inversiones cesaron y el auto ya no mejoró.

## Resultados

### Fórmula 1
(Clave) (negrita indica pole position) (cursiva indica vuelta rápida)

| Año     | Chasis  | Motor | Neu. | Pilotos               | 1   | 2   | 3   | 4   | 5   | 6   | 7   | 8   | 9   | 10  | 11  | Puntos  | Pos. |
| ------- | ------- | ----- | ---- | --------------------- | --- | --- | --- | --- | --- | --- | --- | --- | --- | --- | --- | ------- | ---- |
| 1954    | Special | L4    | P    |                       | ARG | 500 | BEL | FRA | GBR | GER | SUI | ITA | ESP |     |     | -       | -    |
| 1954    | Special | L4    | P    | Peter Collins         |     |     |     | DNP | Ret |     |     | 7   | DNS |     |     | -       | -    |
| 1955    | VW 55   | L4    | P    |                       | ARG | MON | 500 | BEL | NED | GBR | ITA |     |     |     |     | -       | -    |
| 1955    | VW 55   | L4    | P    | Mike Hawthorn         |     | Ret |     | Ret |     |     |     |     |     |     |     | -       | -    |
| 1955    | VW 55   | L4    | P    | Ken Wharton           |     | INJ |     | DNP |     | 9‡  | Ret |     |     |     |     | -       | -    |
| 1955    | VW 55   | L4    | P    | Harry Schell          |     |     |     |     |     | 9‡  | Ret |     |     |     |     | -       | -    |
| 1956    | VW 2    | L4    | P    |                       | ARG | MON | 500 | BEL | FRA | GBR | GER | ITA |     |     |     | -       | -    |
| 1956    | VW 2    | L4    | P    | Maurice Trintignant   |     | Ret |     | Ret |     | Ret |     | Ret |     |     |     | -       | -    |
| 1956    | VW 2    | L4    | P    | Harry Schell          |     | Ret |     | 4   | 10‡ | Ret |     | Ret |     |     |     | -       | -    |
| 1956    | VW 2    | L4    | P    | Mike Hawthorn         |     |     |     |     | 10‡ |     |     |     |     |     |     | -       | -    |
| 1956    | VW 2    | L4    | P    | Colin Chapman         |     |     |     |     | DNS |     |     |     |     |     |     | -       | -    |
| 1956    | VW 2    | L4    | P    | José Froilán González |     |     |     |     |     | Ret |     |     |     |     |     | -       | -    |
| 1956    | VW 2    | L4    | P    | Piero Taruffi         |     |     |     |     |     |     |     | Ret |     |     |     | -       | -    |
| 1957    | VW 5    | L4    | P    |                       | ARG | MON | 500 | FRA | GBR | GER | PES | ITA |     |     |     | -       | -    |
| 1957    | VW 5    | L4    | P    | Stirling Moss         |     | Ret |     |     | 1‡  | 5   | 1   | 1   |     |     |     | -       | -    |
| 1957    | VW 5    | L4    | P    | Tony Brooks           |     | 2   |     |     | 1‡  | 9   | Ret | 7   |     |     |     | -       | -    |
| 1957    | VW 5    | L4    | P    | Stuart Lewis-Evans    |     |     |     | Ret | 7   | Ret | 5   | Ret |     |     |     | -       | -    |
| 1957    | VW 5    | L4    | P    | Roy Salvadori         |     |     |     | Ret |     |     |     |     |     |     |     | -       | -    |
| 1958    | VW 5    | L4    | D    |                       | ARG | MON | NED | 500 | BEL | FRA | GBR | GER | POR | ITA | MAR | 48 (57) | 1.º  |
| 1958    | VW 5    | L4    | D    | Stirling Moss         |     | Ret | 1   |     | Ret | 2   | Ret | Ret | 1   | Ret | 1   | 48 (57) | 1.º  |
| 1958    | VW 5    | L4    | D    | Tony Brooks           |     | Ret | Ret |     | 1   | Ret | 7   | 1   | Ret | 1   | Ret | 48 (57) | 1.º  |
| 1958    | VW 5    | L4    | D    | Stuart Lewis-Evans    |     | Ret | Ret |     | 3   | Ret | 4   | DNP | 3   | Ret | Ret | 48 (57) | 1.º  |
| 1959    | VW 59   | L4    | D    |                       | MON | 500 | NED | FRA | GBR | GER | POR | ITA | USA |     |     | 0       | NC   |
| 1959    | VW 59   | L4    | D    | Tony Brooks           |     |     |     |     | Ret |     |     |     |     |     |     | 0       | NC   |
| 1960    | VW 11   | L4    | D    |                       | ARG | MON | 500 | NED | BEL | FRA | GBR | POR | ITA | USA |     | 0       | NC   |
| 1960    | VW 11   | L4    | D    | Tony Brooks           |     |     |     |     |     | Ret |     |     |     |     |     | 0       | NC   |
| Fuente: |         |       |      |                       |     |     |     |     |     |     |     |     |     |     |     |         |      |